# Liberk
Liberk (německy Rehberg) je obec v okrese Rychnov nad Kněžnou, nacházející se šest kilometrů severovýchodně od města Rychnov nad Kněžnou. Obec se skládá z šesti částí: Bělá, Hláska, Liberk, Prorubky, Rampuše a Uhřínov. Katastrální výměra je 5408 hektarů. V obci stojí 437 domů a žije zde 677 obyvatel. První písemná zmínka o Liberku pochází z roku 1310.

## Části obce
- Liberk (k. ú. Liberk)
- Bělá (k. ú. Bělá u Liberka )
- Hláska (k. ú. Hláska)
- Prorubky (k. ú. Prorubky)
- Rampuše (k. ú. Rampuše)
- Uhřínov (k. ú. Malý Uhřínov a Velký Uhřínov)

## Pamětihodnosti
- Kostel svatého Petra a Pavla z let 1691–1692
- Barokní fara naproti kostelu
- Hradiště Rychmberk
- Římskokatolický kostel svatého Vavřince
- Archeoskanzen Villa Nova
- Pomník Rampepurdy v Rampuši

## Osobnosti
- Josef Alois Prokop (1807–1862) – pěvec a herec, zakladatel 1. českého kočovného divadla
- Filip Jakub Prokop – řezbář a sochař (autor výzdoby kostela svatého Petra a Pavla)
- František Schmoranz starší (1814–1902) – architekt
- Václav Stejskal (1851–1934) – námořník, cestovatel a mykolog

## Fotogalerie

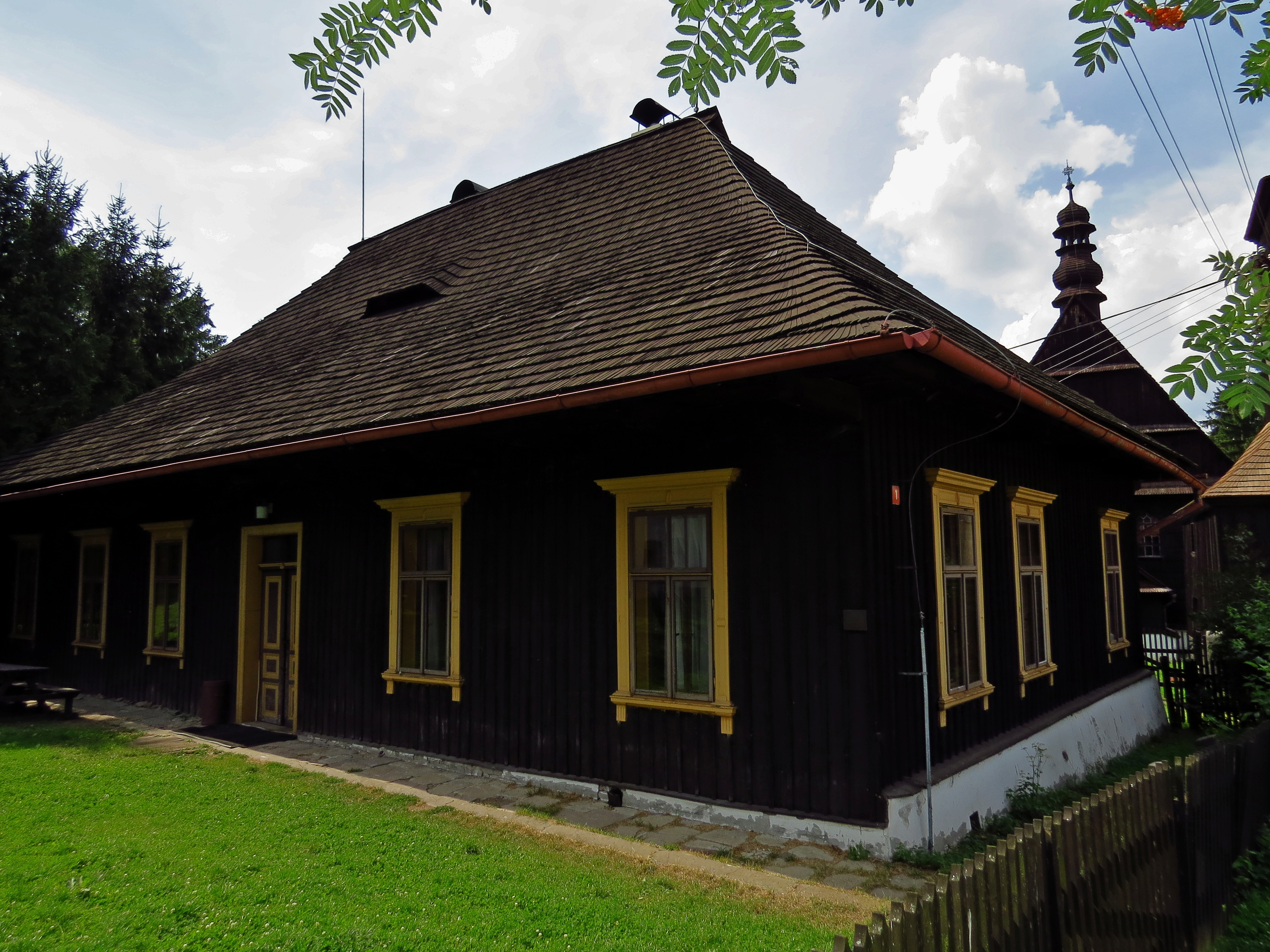
Dřevěná fara - národní kulturní památka
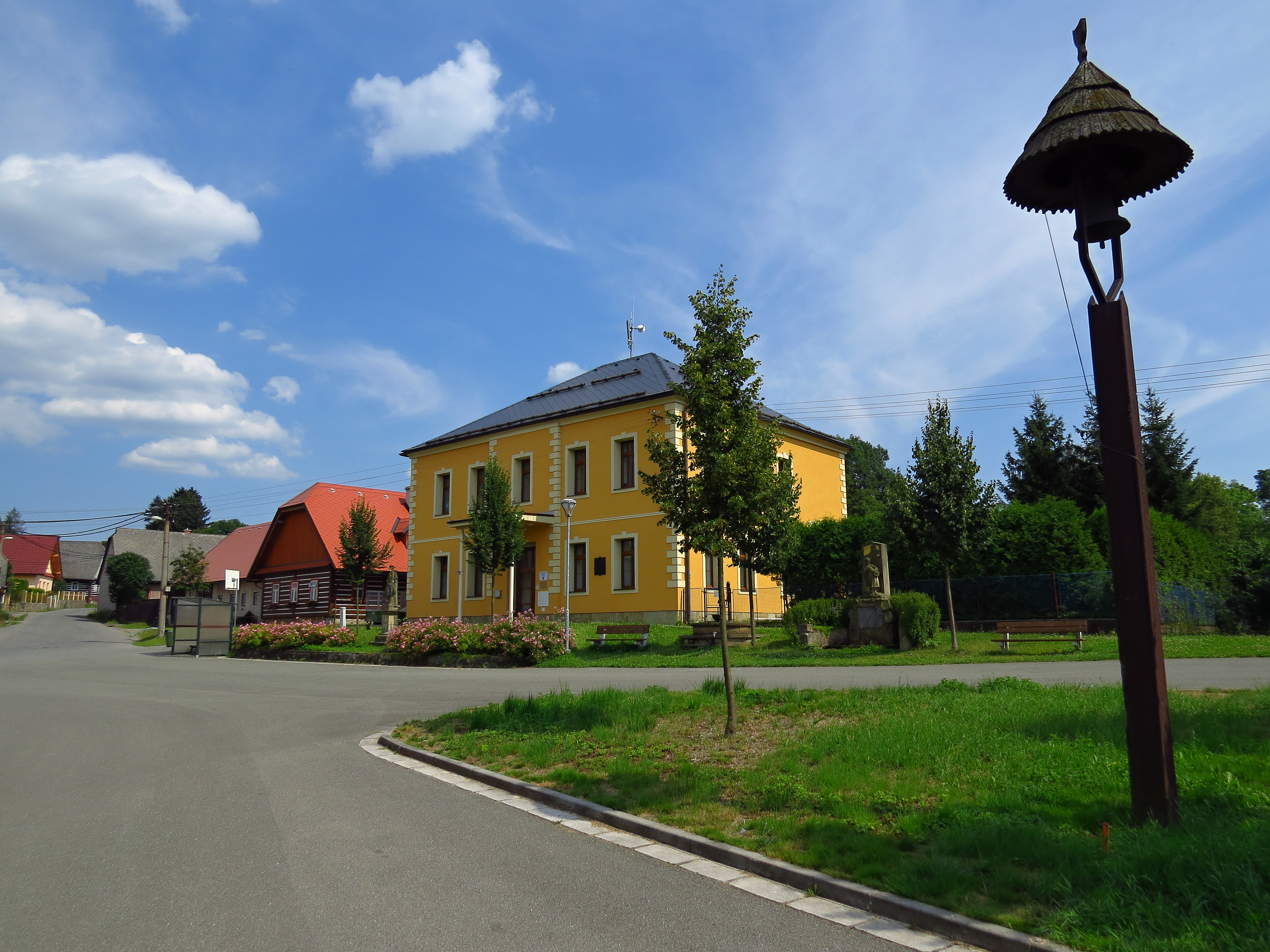
Náves - zvonička a mateřská škola
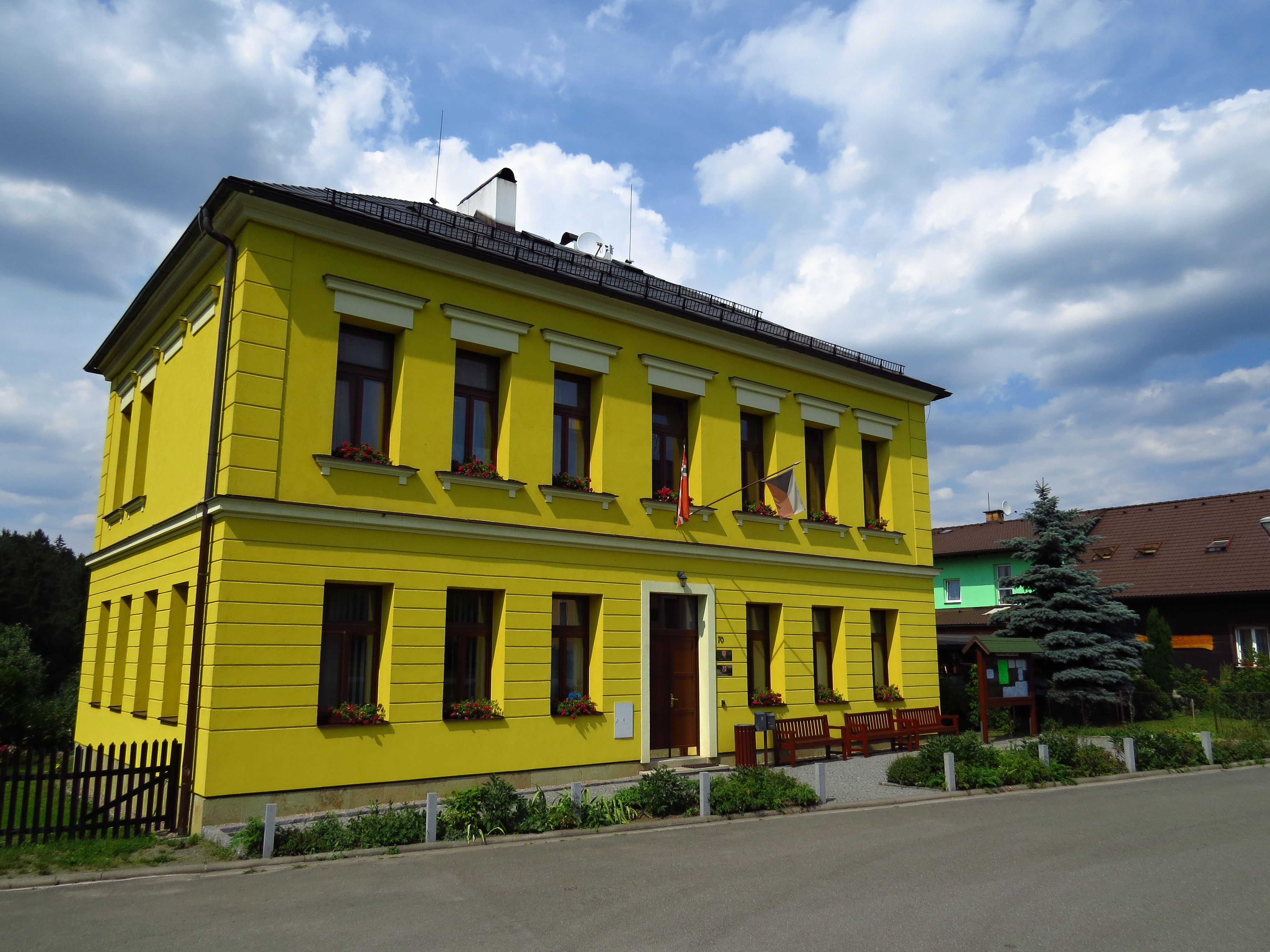
Obecní úřad
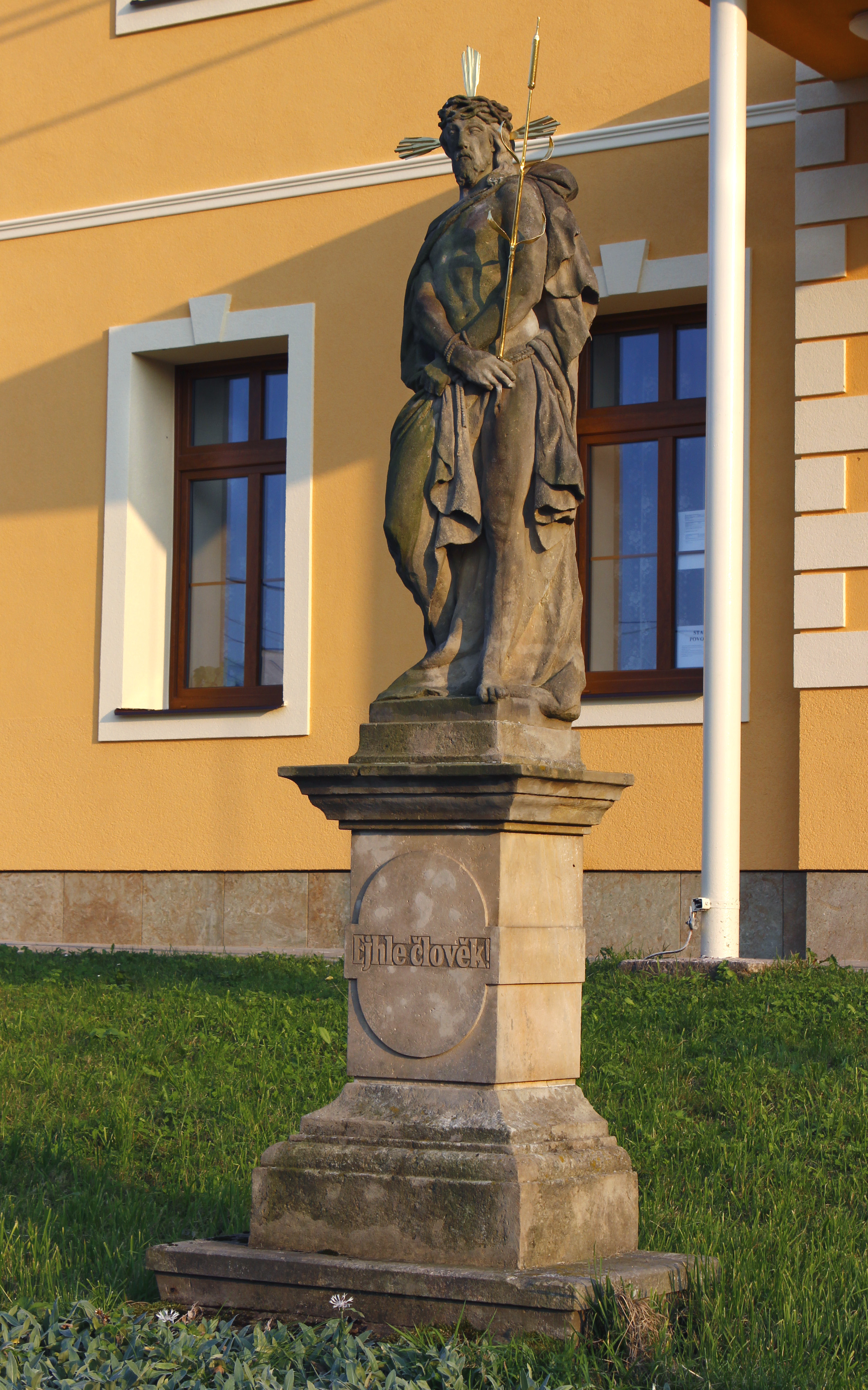
Socha před bývalou školou
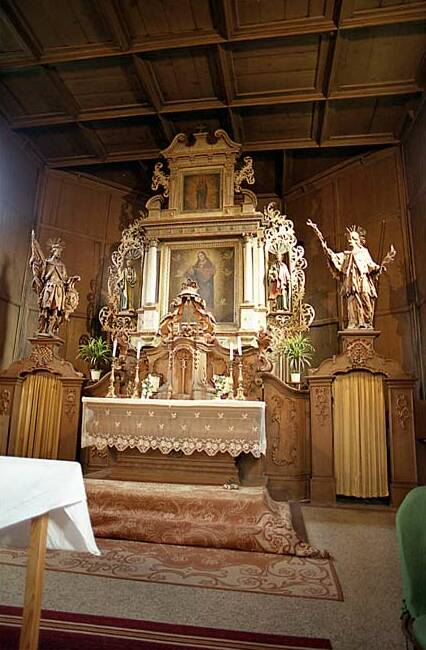
Interiér kostela sv. Petra a Pavla v Liberku